# Овчинникова, Бронислава Борисовна
Бронисла́ва Бори́совна Овчи́нникова (род. 20 октября 1941 или 1941, Свердловск) — советский и российский историк, археолог. Кандидат исторических наук, профессор кафедры истории России Института гуманитарных наук Уральского федерального университета, академик Российской академии гуманитарных наук, заслуженный работник высшей школы Российской Федерации. Известна как специалист в области археологии Урала и Западной Сибири, тюркологии и музееведения.

## Биография
Родилась 20 октября 1941 года в Свердловске в семье служащих.
В 1959 году окончила среднюю школу № 9. В 1961—1966 годах училась на историческом факультете Уральского государственного университета. В 1959—1961 годах работала контролёром литейного цеха на авиационном заводе в Свердловске. В 1966—1967 годах работала старшим научным сотрудником краеведческого музея Серова. С 1967 года работала научным сотрудником Саяно-Тувинской археологической экспедиции Ленинградского отделения Института археологии АН СССР. С этого же года начала работать в Уральском государственном университете: методистом факультета общественных профессий, позднее — старшим лаборантом кабинета археологии при кафедре Истории СССР досоветского периода (ныне кафедра Истории России), начальником научного отдела УрГУ. С 1971 года работала по совместительству на кафедре Истории СССР досоветского периода Уральского государственного университета. В 1977—1985 годах там же работала штатным сотрудником в должности ассистента, позднее — старшего преподавателя. В 1983 году окончила аспирантуру при Московском государственном университете, защитила кандидатскую диссертацию по теме «Тюрки-тугю на Саяно-Алтайском нагорье в VI—X вв. (по материалам погребений человека с конём)» с присвоением в 1984 году учёной степени кандидата исторических наук. В 1988—1993 годах работала на той же кафедре в УрГУ доцентом (звание присвоено в 1988 году), в 1990—1996 годах — заведующей кафедрой. В 1993 году присвоено учёное звание профессора.
В 1997—2002 годах была учёным секретарём Диссертационного совета по защите диссертаций на соискание учёной степени доктора исторических наук при УрГУ.
Работая в Уральском государственном университете, руководила полевыми археологическими исследованиями на Урале, в Западной и Южной Сибири и на Северном Кавказе. В 1971—1981 годах возглавляла университетские отряды Тувинской археологической экспедиции, в 1987—1997 годах — Лооской (северо-кавказской) археологической экспедиции. С 1979 года является бессменным начальником отряда УрГУ Новгородской археологической экспедиции в Великом Новгороде, а также руководителем музейно-экскурсионной практики студентов исторического факультета УрГУ.
Б. Б. Овчинникова является автором оригинальных курсов лекций по отечественной истории и музееведению. Также она ведёт специальные курсы по истории тюркоязычных народов, по древней и средневековой Руси в системе межгосударственных отношений, по посольским дарам и посольским обычаям в России (XV—XVII вв.). В 1997—2000 годах она одной из первых разработала программу подготовки специалистов в области страноведения и международного туризма.
В 2001—2009 годах Бронислава Борисовна в УрГУ возглавляла исследования по теме «Внешняя политика и дипломатия России с древнейших времён до наших дней». С 2010 года на кафедре Истории России возглавляет научное направление по теме «Россия и Центральная Азия с древнейших времён до настоящего времени». Подготовила 9 кандидатов наук.
Принимала участие в более чем 100 научных вузовских, региональных, всероссийских и международных конференциях. Читала лекции в вузах Москвы, Санкт-Петербурга, Сегеда, Будапешта и Варшавы. Она является признанным в научном сообществе тюркологом, поддерживает научные контакты с учёными разных стран.
Является автором более 200 научных работ, в том числе 20 монографий. Учебное пособие Б. Б. Овчинниковой по истории музеев России (в соавторстве с Л. В. Чижовой), выдержавшее четыре издания, в 1992 году получило первую премию Уральского университета, в 2005 году — областную премию им. В. П. Бирюкова.

## Членство в организациях и награды
- Член Российского археологического общества (Восточное отделение)
- Член Проблемного совета по музейному источниковедению и методике музейного дела Свердловского областного краеведческого музея
- Почётная грамота Государственной комиссии РФ по высшему образованию (1995)
- Почётный член консультативного совета Международного биографического центра (1995, Кембриджский университет)
- Член Международной биографической ассоциации (1996, Американский биографический институт, Гарвардский университет)
- Академик Российской академии гуманитарных наук (1996)
- Почётная грамота Министерства культуры Свердловской области (1999)
- Медаль «За вклад в развитие земли Новгородской» (2019)
- Заслуженный работник высшей школы Российской Федерации (2000)
- Почётный член исследовательского совета Международного биографического центра в области истории и археологии (2003, Кембриджский университет)
- Почётная грамота Правительства Свердловской области (2008)